# Secret Garden (喜多修平の曲)
「Secret Garden」（シークレット・ガーデン）は、喜多修平の4枚目のシングル。2010年5月7日にLantisから発売された。

## 解説
前作「STORIES」から約6ヵ月ぶりのリリースで、2010年唯一のシングル。本シングルで初の作詞・作曲を手掛けている。表題曲「Secret Garden」とカップリング「君の手 僕の手」は、PSP専用ソフト『乙女的恋革命★ラブレボ!! Portable』のオープニングテーマとエンディングテーマとして使用された。

## 収録曲
1. Secret Garden [3:49]
作詞・作曲：喜多修平、編曲：河合英嗣
2. 君の手 僕の手 [4:58]
作詞・作曲・編曲：渡辺拓也
3. Secret Garden（inst）
4. 君の手 僕の手（inst）